# Au fil du temps (recueil de nouvelles)
Pour les articles homonymes, voir Au fil du temps.
Au fil du temps est un recueil de nouvelles de l'écrivain américain George R. R. Martin publié en France en 2013. Ce recueil n'a pas d'équivalent en langue anglaise.

## Contenu
- La Forteresse, 2013 ((en) The Fortress, 2003)
- Et la mort est son héritage..., 2013 ((en) And Death His Legacy, 2003)
- Week-end en zone de guerre, 2013 ((en) Weekend in a War Zone, 1977)
- Une affaire périphérique, 1983 ((en) A Peripheral Affair, 1973)
- Vaisseau de guerre, 1980 ((en) Warship, 1979)Écrit avec George Florance-Guthridge.
- Variantes douteuses, 2013 ((en) Unsound Variations, 1982)
- Assiégés, 2013 ((en) Under Siege, 1985)

## Éditions
- Au fil du temps, ActuSF, coll. « Perles d'épice » (no 13), 14 novembre 2013, trad. E. C. L. Meistermann, Éric Holstein et Daniel Lemoine, 326 p.  (ISBN 978-2917689561)
- Au fil du temps, ActuSF, coll. « Hélios » (no 48), 4 février 2016, trad. E. C. L. Meistermann, Éric Holstein et Daniel Lemoine, 328 p.  (ISBN 978-2366298024)